# Jukskei

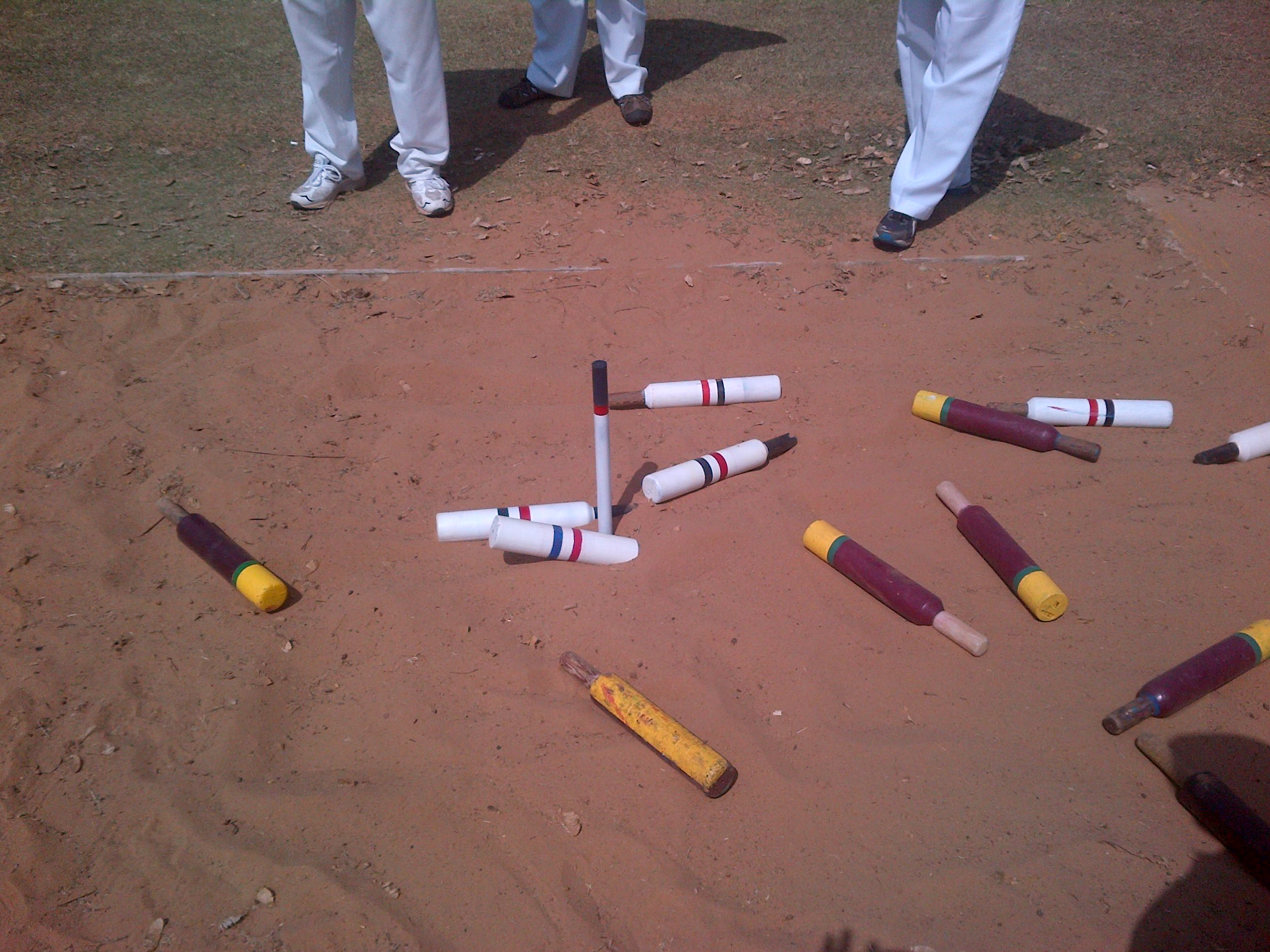
Jukskei

Jukskei (auch Afrikaans: Boeresport; Bauernsport) ist eine knapp 300 Jahre alte Sportart, die sich in Südafrika entwickelte und heute vor allem in Südafrika und Namibia von der afrikaanssprachigen Bevölkerung gespielt wird.

## Grundregeln

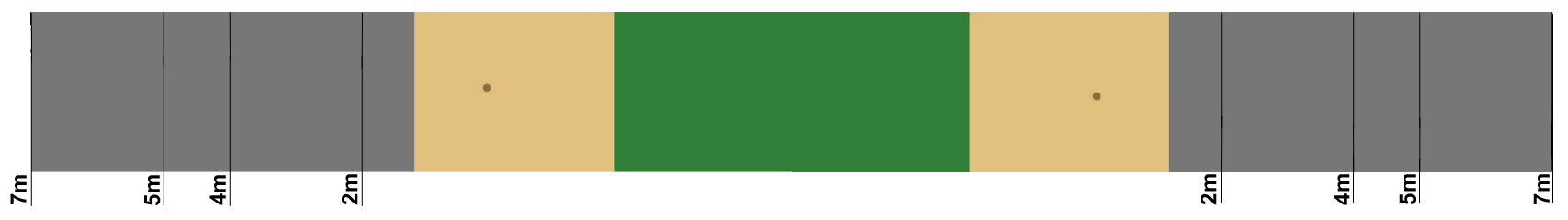
Schematische Darstellung einer Jukskeibahn

Ziel des Spiels ist das Umwerfen eines in den Boden gesteckten Holzstücks aus einer Entfernung von 11 bis 16 Metern (je nach Altersgruppe der Spieler). Es nehmen Mannschaften von jeweils vier Spielern teil, wobei jeder Spieler zwei Würfe hat. Beim Umwerfen des Zielpflocks bekommt der Spieler drei Punkte. Sofern der Stock nicht umgeworfen wird, erhält das Team jeweils so viele Punkte wie Skeis (ursprünglich Ochsenbügel, heute kegelartige Holzpflöcke) näher an dem Stock liegen. Siegermannschaft ist diejenige, die genau 23 Punkte erzielt hat. Bei Überwerfen der 23 Punkte beginnt die Mannschaft wieder bei Null.

## Geschichte
Jukskei entstand um 1743 in der damaligen Kapregion (heute Kapprovinz) Südafrikas im Zuge der Einwandertreks mit Ochsenwagen durch Südafrika. Sie nutzten die hölzernen Teile der Ochsenbügel (Afrikaans: Skei) um diese nahe an einen im Boden steckenden Stock zu werfen. 1939 wurde der Sport formalisiert und feste Regeln festgeschrieben. Zu dieser Zeit entstanden die ersten Vereine.

## Heute
Traditionell wird der Sport vor allem von Afrikaanern gespielt und ist somit auch heute fast ausschließlich in Südafrika und Namibia verbreitet, wird jedoch auch in den USA und Simbabwe gespielt.

### Südafrika
2001 wurde der Sport in das südafrikanische Förderprogramm für traditionelle, einheimische Sportarten übernommen. Jukskei ist somit eines von sieben nationalen südafrikanischen Sportarten, die gefördert werden sollen. Spätestens seitdem hat in Südafrika das Spiel an großer Beliebtheit gewonnen.
In Südafrika wird der Sport auf professioneller Ebene sowohl auf regionaler als auch nationaler Ebene gespielt. Das größte Turnier finde jährlich in Kroonstad in der Provinz Freistaat statt.

### Namibia
Jukskei wird in Namibia fast ausschließlich von Afrikaanern (Buren) gespielt. Turniere werden auf regionaler und nationaler Ebene von Namibia Jukskei organisiert. Die größten Jukskeiplätze befinden sich in Windhoek sowie mit dem „Vineta Jukskei Park“ im Küstenort Swakopmund.

### Botswana
Botswana entsandte erstmals im Mai 2016 Repräsentanten zu einer offiziellen Jukskei-Veranstaltung, den Namibian Open Jukskei Championships. Ziel sei es den Sport in dem Land mit Hilfe von Namibia und Südafrika zu entwickeln.

## Internationaler Verband
Auf internationalen Ebene ist der Sport innerhalb des Internationalen Jukskei-Verband (International Jukskei Federation (IJF), bis Ende 2008 International Jukskei Association) organisiert. Der Verband wurde 1984 von vier Landesverbänden aus Südafrika (Jukskei South Africa), Namibia (Namibia Jukskei Board), den USA (United States of America Jukskei Association) und Simbabwe (Zimbabwe Jukskei Board) gegründet.
Die IJF ist Mitglied der Confédération Mondiale des Sports de Boules und strebt Mitgliedschaften beim Sportaccord und dem Internationalen Olympischen Komitee an.